# Heterogamus dispar
Heterogamus dispar är en stekelart som först beskrevs av Alexander Henry Haliday 1833.  Heterogamus dispar ingår i släktet Heterogamus och familjen bracksteklar. Arten är reproducerande i Sverige. Inga underarter finns listade i Catalogue of Life.